# Bufo mauritanicus
Bufo mauritanicus és una espècie d'amfibi que viu a Algèria, el Marroc, Espanya, Tunísia i, possiblement també, al Sàhara Occidental.
Està amenaçada d'extinció per la pèrdua del seu hàbitat natural.